# 안승찬
안승찬(安承贊, 1963년 5월 29일 ~ )은 대한민국의 제5·6대 울산광역시 북구의원이었다.

## 학력
- 연산국민학교 졸업
- 동래중학교 졸업
- 브니엘고등학교 졸업
- 울산대학교 자연과학대학 물리학과 졸업

## 경력
- 호계중학교 운영위원장
- 송정초등학교 운영위원
- 화봉중학교 운영위원
- 화봉고등학교 운영위원
- 울산청년회 (새날여는 청년) 회장
- 울산 북구 주민회 창립 초대 회장
- 울산 북구 작은도서관 협의회 대표
- 엄마손 도시락 배달봉사 초대 단장
- 울산 북구 주민참여예산제 시민위원
- 울산 북구 주민참여예산제 연구회 위원
- 국회의원 보좌관
- ‘마중물’가족봉사단 초대 회장
- 울산 북구 주민회 참사랑봉사대 고문
- 울산 북구 자원봉사센터 운영위원
- 울산 북구 구립도서관위원회 위원
- 울산 북구 도서관 친구들 회원
- 울산 북구 주민회 줌마행복대학 학장
- 울산 송정초등교 학교운영원장
- 울산 북구 농소1동 수복독서회 회원
- 울산 호계어린이집 운영위원
- 강동 블루마시티 어린이집 운영위원
- 호계 느티나무 지역아동센터 운영위원
- 울산 북구 주민회 줌마행복대학 학장
- 송정초등학교 운영위원회 위원장
- 박상진 의사를 지키는 사람들 지도위원
- 2010.07 ~ 2014.06 제5대 울산광역시 북구의회 의원
- 2010.07 ~ 2012.07 제5대 울산광역시 북구의회 전반기 의장
- 2013.02 ~ 2014.06 통합진보당 울산시당 중앙위원
- 2014.07 ~ 2018.04 제6대 울산광역시 북구의회 의원
- 2014.11 ~ 2014.11 제6대 울산광역시 북구의회 행정사무감사 위원
- 2015.11 ~ 2015.11 제6대 울산광역시 북구의회 행정사무감사 위원
- 2016.11 ~ 2016.11 제6대 울산광역시 북구의회 행정사무감사 위원
- 2017.11 ~ 2017.11 제6대 울산광역시 북구의회 행정사무감사 위원
- 민중당 울산시당 의원단 대표
- 민중당 울산시당 대변인

## 역대 선거 결과
|  | 34.49% |

|  | 25.71% |

|  | 15.82% |

|  | 16.92% |

|  | 13.72% |